# Dejan Prešiček
Dejan Prešiček (ur. 21 grudnia 1970 w Celje) – słoweński saksofonista i pedagog, w latach 2018–2019 minister kultury.

## Życiorys
Ukończył akademię muzyczną we Frankfurcie nad Menem, kształcił się następnie w zakresie gry na saksofonie w Bordeaux pod kierunkiem Jeana-Marie Londeix. Występował jako solista w licznych europejskich salach koncertowych oraz na festiwalach, brał udział w nagraniach płyt i koncertów radiowych. Występował w zespołach Ansambel Slavko Osterc (w 2001 był jego współzałożycielem), Trio SO i 4Saxess. Współpracował z takimi kompozytorami i muzykami jak Mark-Anthony Turnage, Vinko Globokar i Nenad Firšt. Został nauczycielem gry na saksofonie, a w 2010 dyrektorem konserwatorium muzycznego i baletowego w Lublanie.
8 września 2018 objął stanowisko ministra kultury w rządzie Marjana Šarca jako bezpartyjny z rekomendacji Socjaldemokratów. W styczniu 2019 podał się do dymisji po ujawnieniu przejawów stosowania mobbingu i nieprawidłowego korzystania ze służbowego samochodu w trakcie pracy w resorcie. Po kilku miesiącach wstąpił do Socjaldemokratów, został pracownikiem partii odpowiedzialnym za sprawy organizacyjne.

## Życie prywatne
Żonaty z flecistką Lizą Hawliną, ma dwie córki. Brat pianistki Niny Prešiček.